# Totobates macroonyx
Totobates macroonyx är en kvalsterart som beskrevs av Hammer 1967. Totobates macroonyx ingår i släktet Totobates och familjen Liebstadiidae. Inga underarter finns listade i Catalogue of Life.